# Marcello Simoni
Marcello Simoni (Comacchio. Ferrara, 27 de junio de 1975) es un escritor, bibliotecario y arqueólogo italiano.
En 2011 publicó la novela El comerciante de libros malditos que alcanzó el segundo lugar en el ranking de libros más vendidos en Italia el 26 de septiembre. Es el ganador del Premio Bancarella 2012. En 2013 gana el premio Lizza d'oro con La isla de los monjes sin nombre. El 2 de julio de 2015 publicó La abadía de los cien crímenes, la primera novela de la clasificación que alcanza el millón de copias.

## Biografía
Marcello Simoni nació en Comacchio, provincia de Ferrara, en 1975.
Licenciado en Letras por la Universidad de Ferrara, trabajó como arqueólogo durante años, antes de convertirse en bibliotecario del Seminario de la Anunciación. Ha publicado varios ensayos históricos, especialmente para la revista especializada Analecta Pomposiana. Gran parte de su investigación se centra en la Abadía de Pomposa, con especial atención a los frescos medievales que representan escenas del Antiguo y Nuevo Testamento y el Apocalipsis.
En el plano narrativo, participó durante un año en la antología 365 cuentos de terror, editada por Franco Forte. Otros de sus cuentos han sido publicados por la revista literaria Writers Magazine Italia. 
Su primera novela, El mercader de los libros malditos (editorial Newton Compton), es un thriller medieval que gira en torno a la figura de Ignacio de Toledo, comerciante de reliquias mozárabes, y un esquivo manuscrito titulado Uter Ventorum, capaz según la leyenda de evocar la ángeles. En realidad, este volumen es un pseudobiblion como el Necronomicon citado por H.P. Lovecraft. Por el éxito alcanzado por esta novela, el autor recibió el premio What's up Young Talents for Culture el 24 de noviembre de 2011. 
En octubre de 2012 publicó La biblioteca perdida del alquimista protagonizada nuevamente por el comerciante Ignacio da Toledo y a partir de agosto del mismo año Rex Deus. L'armata del diavolo, libro electrónico en serie publicado posteriormente en papel con el título L'isola dei monaci senza nome.
En 2016 también empezó a colaborar con Einaudi editore, publicando una saga ambientada en el siglo XVII para la serie Stile Libero y dedicada a las investigaciones del inquisidor Girolamo Svampa. En 2019 publicó una breve novela policíaca medieval para Mondadori, El lobo en la abadía.
El 21 de enero de 2020 fue invitado al Senado, sala Isma, para debatir sobre literatura, democracia y la relación entre hombre y poder con los senadores Paola Boldrini y Roberto Rampi. La reunión, moderada por Camilla Ghedini, fue inaugurada con un mensaje de Andrea Martella, subsecretaria del primer ministro a cargo de información y publicación. 
El 12 de mayo de 2020 se estrena su nueva novela, titulada La selva del ahorcado, en la que vemos al célebre "ladrón-poeta" del siglo XV, François Villon, encargado de llevar ante la justicia a Nicolas Dambourg, el líder de una banda de forajidos llamada " Les Coquillards ". Villon, quien está condenado a muerte por sus crímenes, solo podrá escapar del cabestro si logra capturarlo.
En su tiempo libre, Simoni organiza eventos culturales literarios.